# Villa del Balbianello

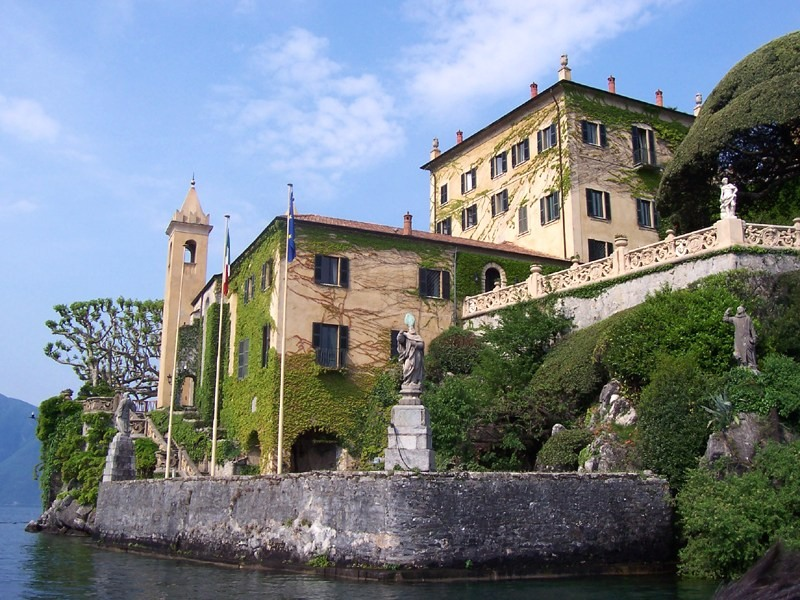
A Villa del Balbianello

A Villa del Balbianello é uma villa na comuna de Lemnos (província de Como), Itália, com vista para o Lago de Como. Ele é localizado na ponta de uma pequena península de bosque na costa ocidental do Lago de Como, não muito longe da Isola Comacina e é famosa por seus elaborados jardins e terraços.

## História
A villa foi construída em 1787 no sítio de um convento franciscano do Cardeal Angelo Maria Durini. As duas torres, que podem ser vistas na foto são o campanili do convento da igreja. Depois da morte do cardeal, em 1796, a vila passou para o seu sobrinho, Luigi Porro Lambertenghi. Entre os hóspedes de Lambertenghi, foram o escritor e patriota Silvio Pellico, que ensinava os filhos de Lambertenghi. Quando ele foi forçado a deixar a Itália, Lambertenghi vendeu a casa a seu amigo, Giuseppe Visconti di Modrone, avô de Luchino Visconti. Visconti fez melhorias em seus jardins e a loggia.
Pelo início do século xx, os edifícios tinham caído em um estado de negligência quando o empresário norte-americano, Butler Ames, adquiriu e renovou a villa e o seu jardim. Em 1974, os herdeiros de Ames venderam a casa para o explorador Guido Monzino (líder da primeira expedição italiana para escalar o Monte Everest), que encheu-o com ricas coleções, incluindo artefatos adquiridos nas suas expedições. Monzino, que morreu em 1988, deixou a casa para o Fondo per l'Ambiente Italiano, o Tesouro Nacional da Itália. Suas terras fazem parte agora da Grandi Giardini Italiani.

## Aparições
Uma série de longas-metragens usam a moradia como set de filmagens, inclusive  A Month by the Lake (1995), "Casino Royale" (2006). A casa também foi utilizado para as cenas em Naboo em Star Wars: Episódio II Ataque dos Clones (2002), no entanto o CGI foi usado no exterior da villa.

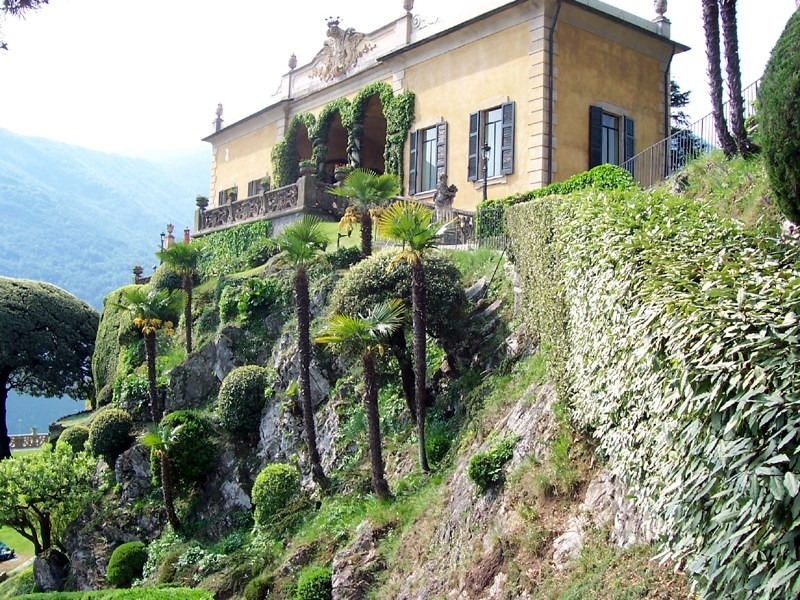
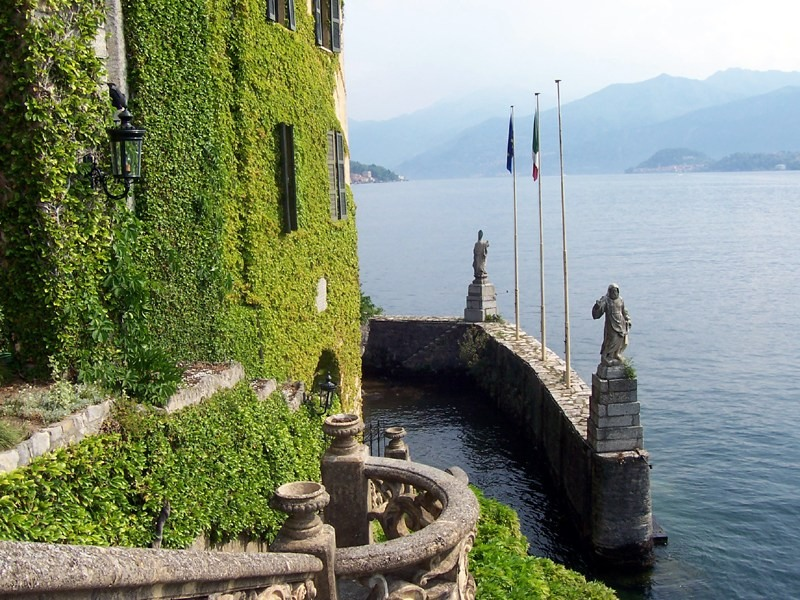
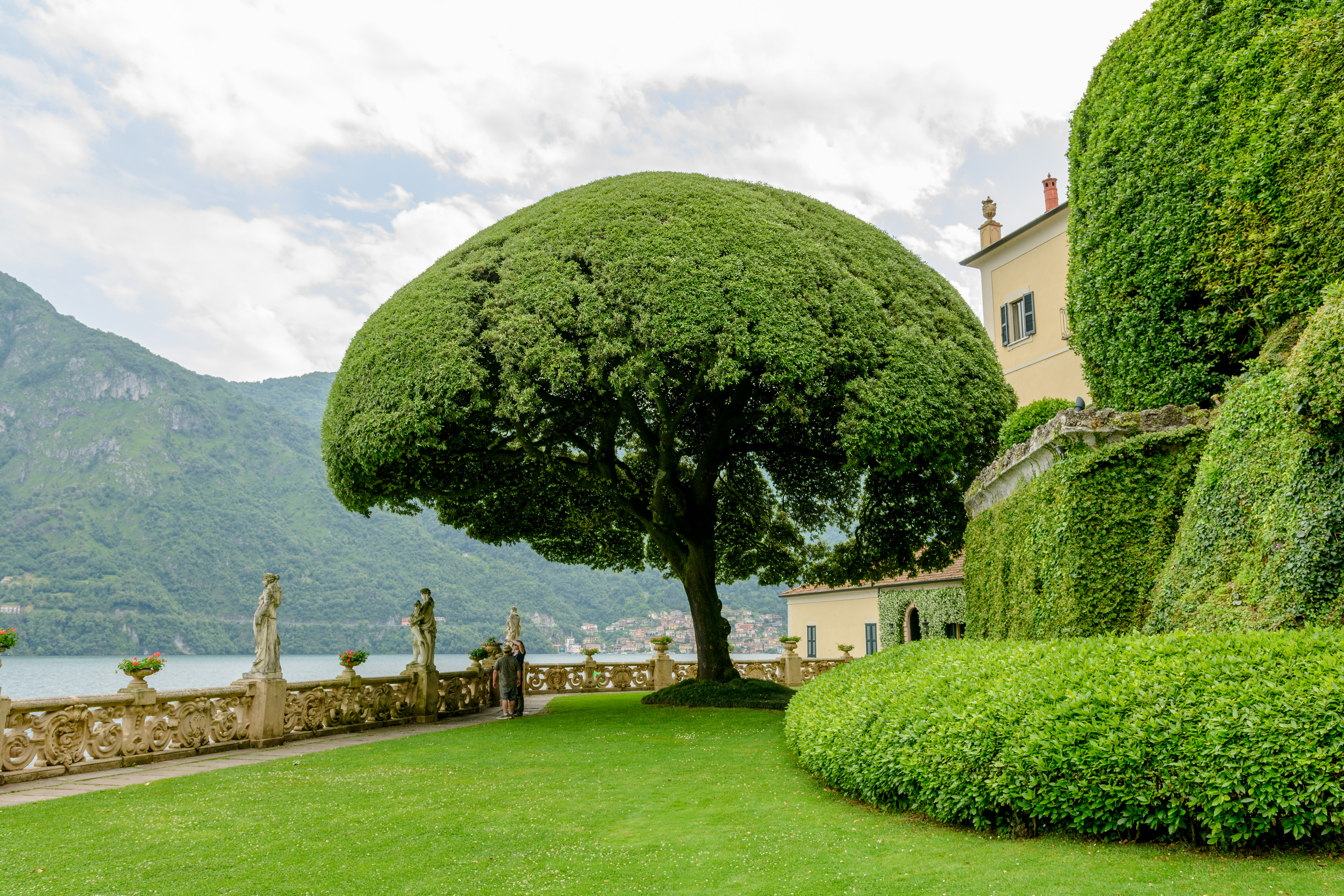
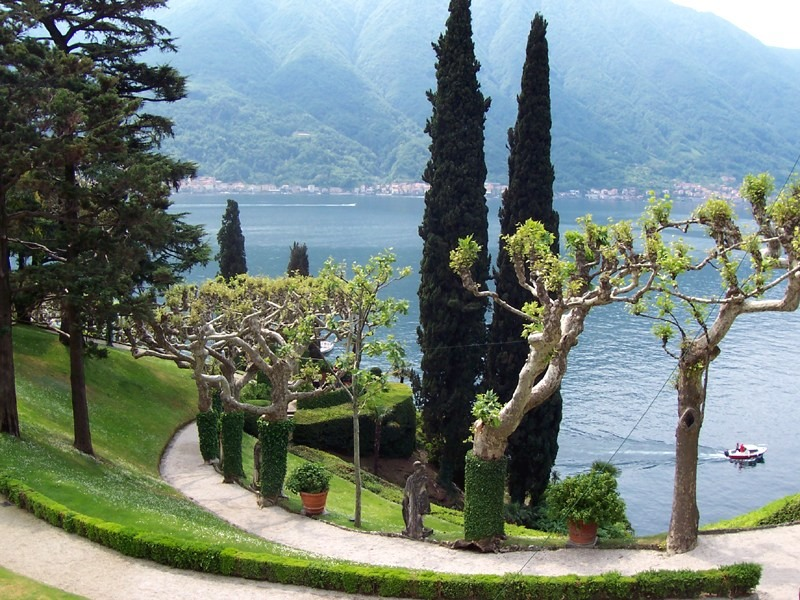
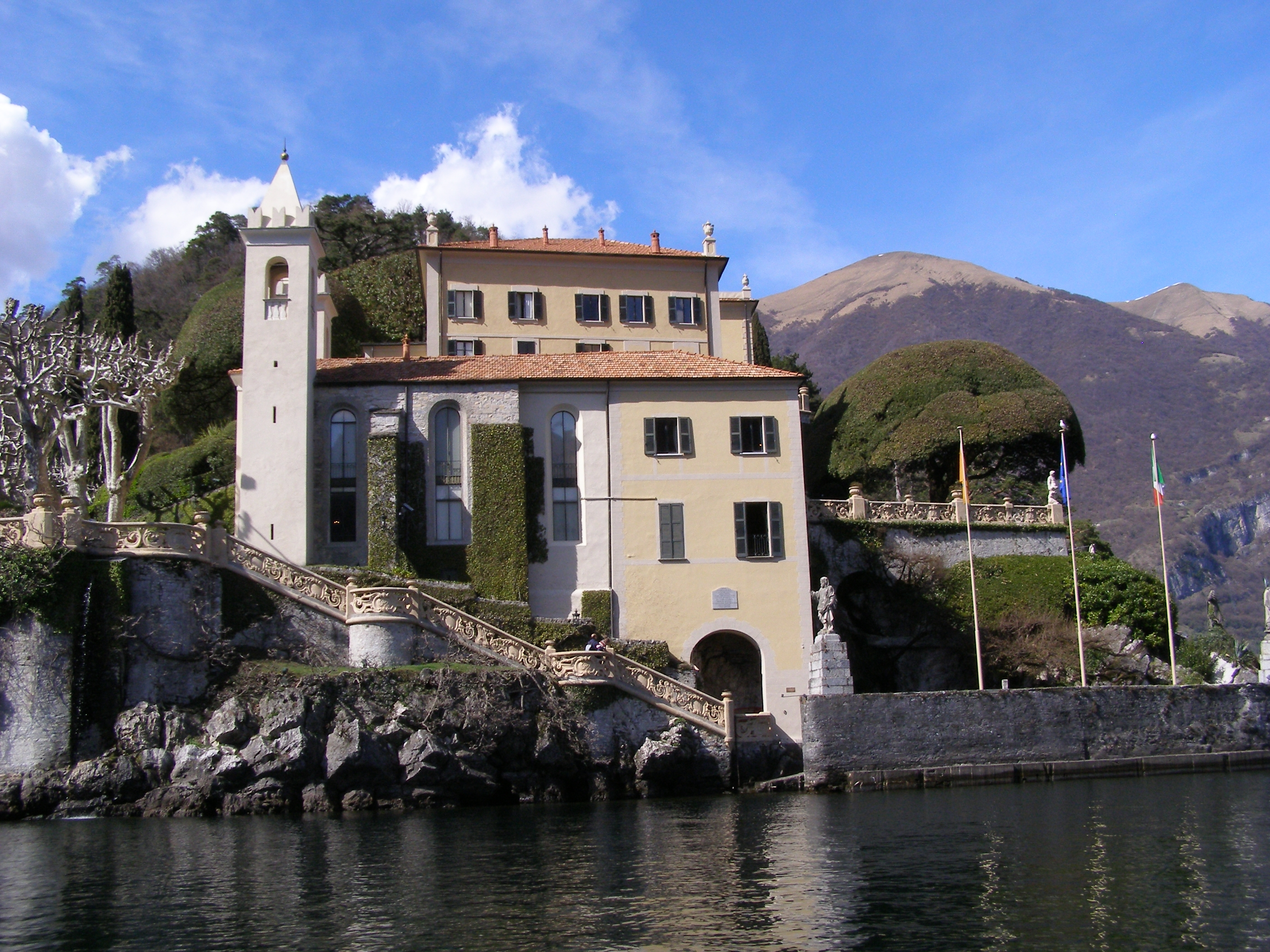
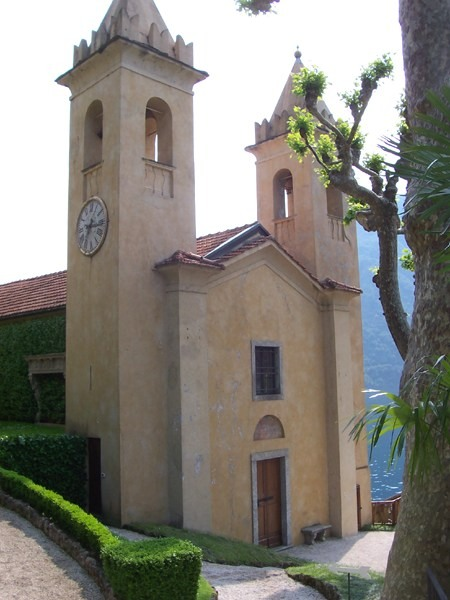
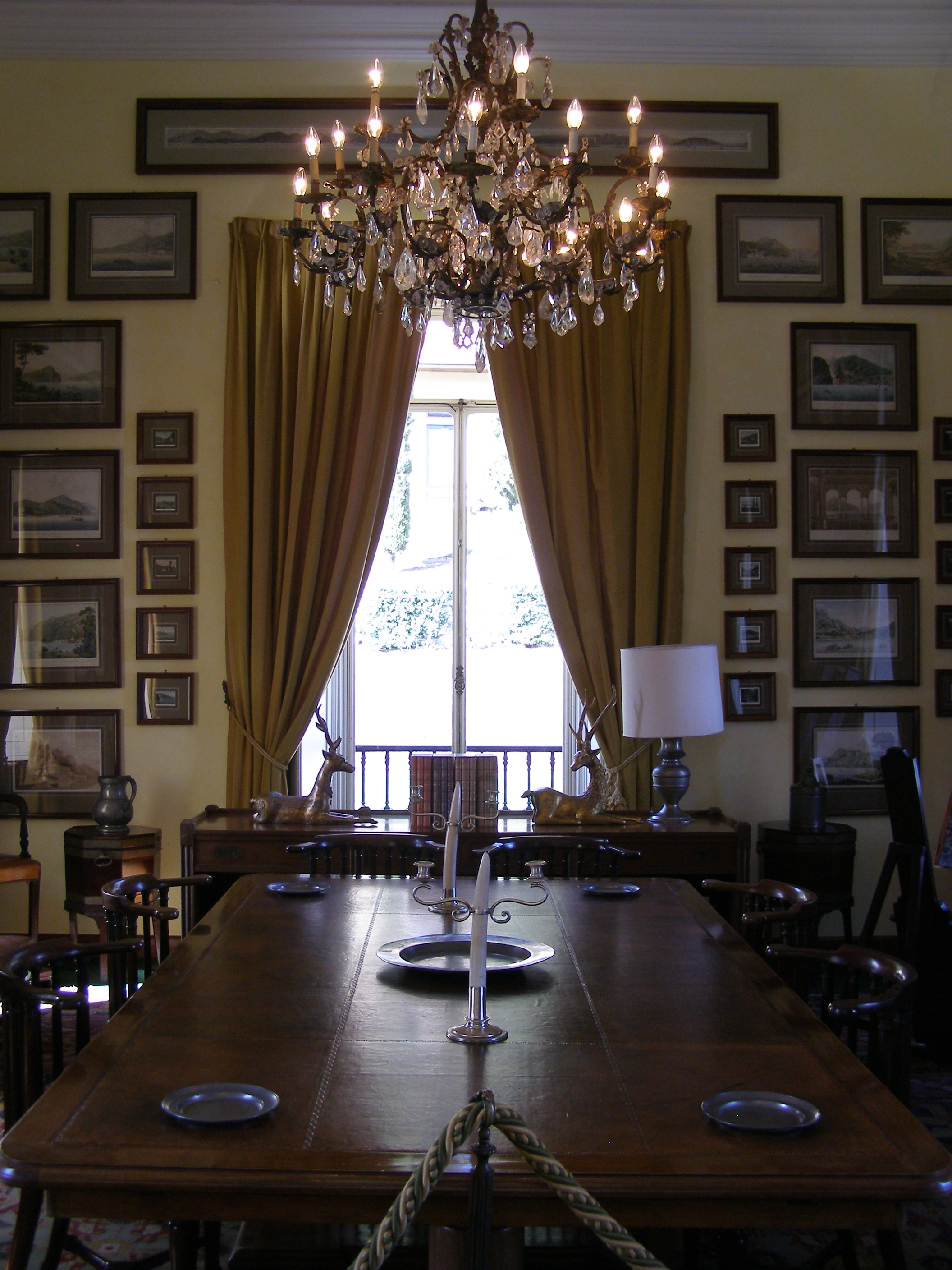
Villa del Balbianello
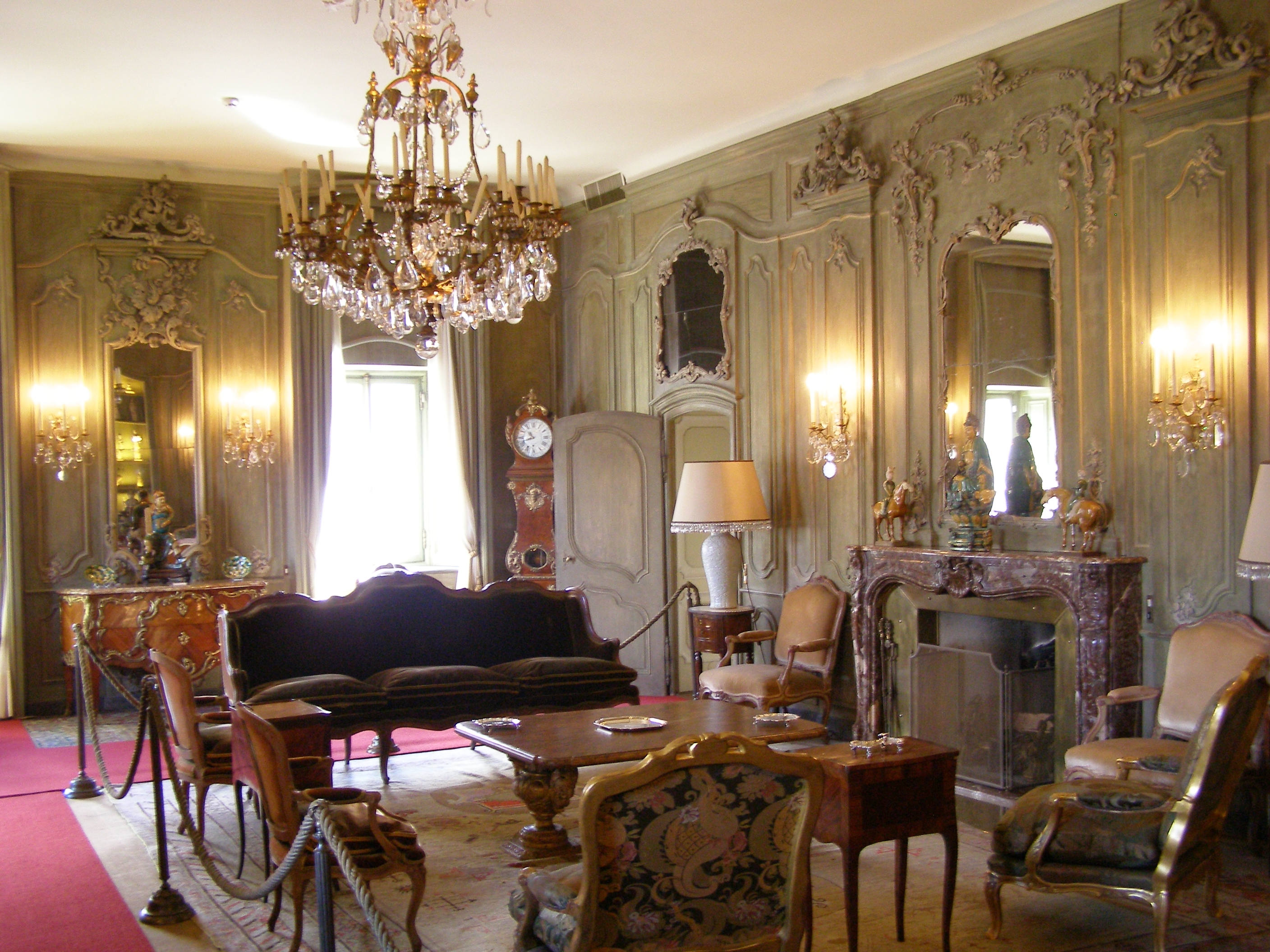
Lenno Villa
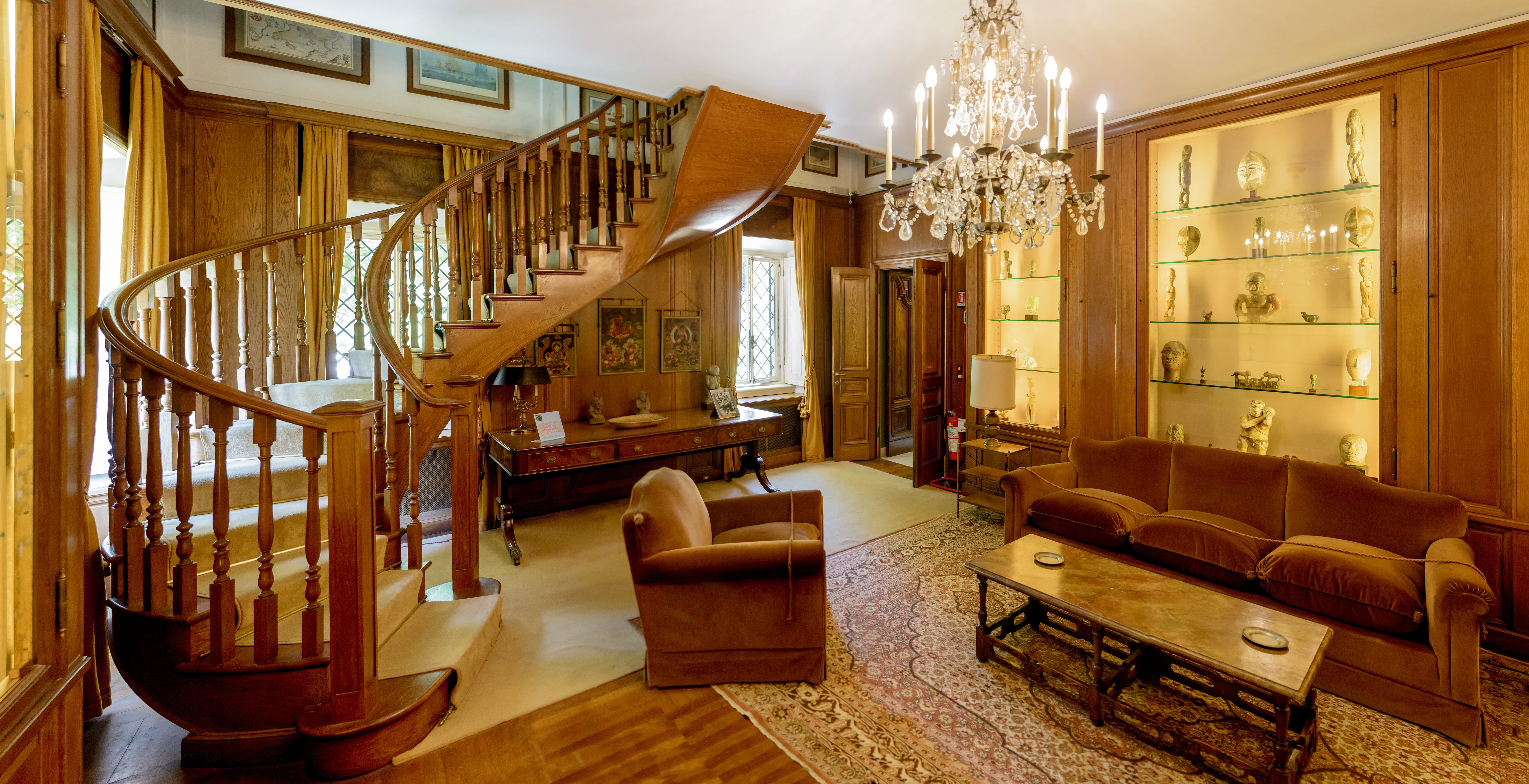
Sala de Exposição
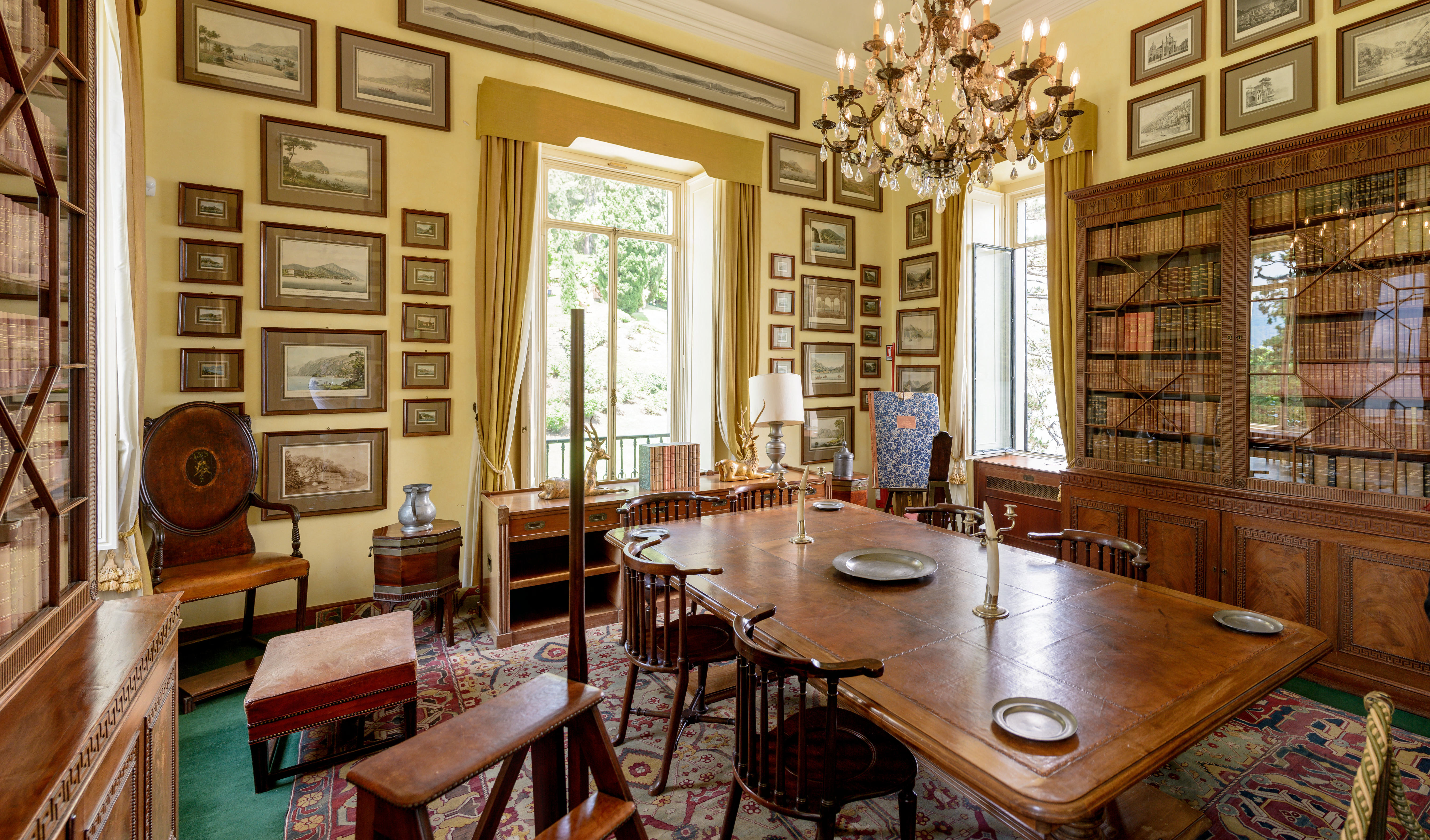
Sala de Mapas